# Філадельфія Юніон
Філадельфія Юніон (англ. Philadelphia Union) — професіональний футбольний клуб з Філадельфії (США), що грає у Major League Soccer – вищому футбольному дивізіоні США і Канади. Заснований у 2008 році, з 2010 грає у чемпіонаті МЛС. За історію виступів команда двічі виходила до плей-оф Кубка МЛС. Також двічі доходила до фіналу Відкритого кубка США.
Домашні матчі проводить на Тален Енерджі Стедіум, який розташований у Честері — передмісті Філадельфії.

## Здобутки
- Відкритий кубок США
  - Фіналіст (): 2014, 2015
- Інші трофеї
  - Нагорода МЛС за чесну гру (2): 2014, 2015